# Ginetta G55
Ginetta G55 — спортивный автомобиль, выпускающийся с 2011 года британской компанией Ginetta Cars. 

## Cup
В ноябре 2010 года компания Ginetta Cars. Его сборка началась в феврале 2011 года. G55 представляет собой более мощную версию G50.
Ginetta G55 оснащён 3,7-литровым двигателем V6 производства Ford мощностью 370 л. с. в паре с шестиступенчатой механической трансмиссией. Ценовой диапазон варьировался от 25000 до 75000 фунтов стерлингов.

## GT3
Ginetta G55 GT3 был представлен в 2012 году. Автомобиль оснащён 4,35-литровым двигателем V8 производства Ginetta Racing, который также сочетался в паре с шестиступенчатой механической трансмиссией. В отличие от Cup, автомобиль имеет более широкие колёса.

## GT4
Ginetta G55 GT4, представленный в 2020 году, оснащён 3,7-литровым атмосферным двигателем мощностью 380 л. с. Масса составляет 1085 кг.

## G55 GTA
Ginetta G55 GTA продаётся в Северной Америке в рамках кампании, направленной на то, чтобы заинтересовать людей американскими гонками на спортивных автомобилях. Эта модель также подходит для людей, которые хотят автомобиль для трек-гонок на время по выходным и высокопроизводительных образовательных мероприятий по вождению. G55 GTA оснащён 3,7-литровым двигателем Ford V6 мощностью 270 л. с. в паре с шестиступенчатой механической трансмиссией. Масса G55 GTA составляет 2400 фунтов, а максимальная скорость — 140 миль в час.